# تشاهو (تازيان)
تشاهو (بالفارسية: چاهو) هي قرية تقع في إيران في قسم تازيان الريفي. يقدر عدد سكانها بـ 959 نسمة .